# Yucca lacandonica
Yucca lacandonica är en sparrisväxtart som beskrevs av Gómez Pompa och J.Valdés. Yucca lacandonica ingår i släktet palmliljor, och familjen sparrisväxter. Inga underarter finns listade i Catalogue of Life.

## Bildgalleri

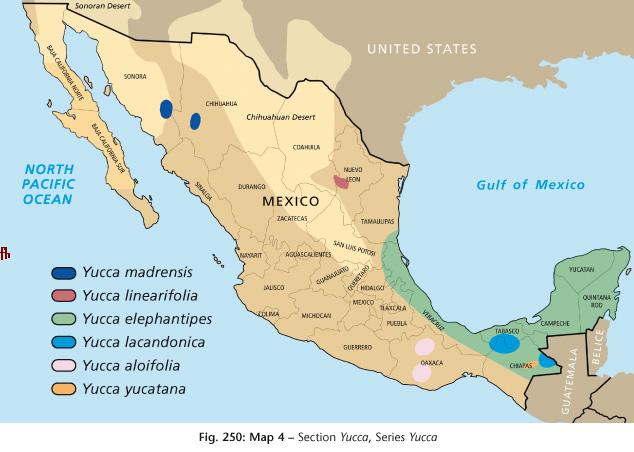
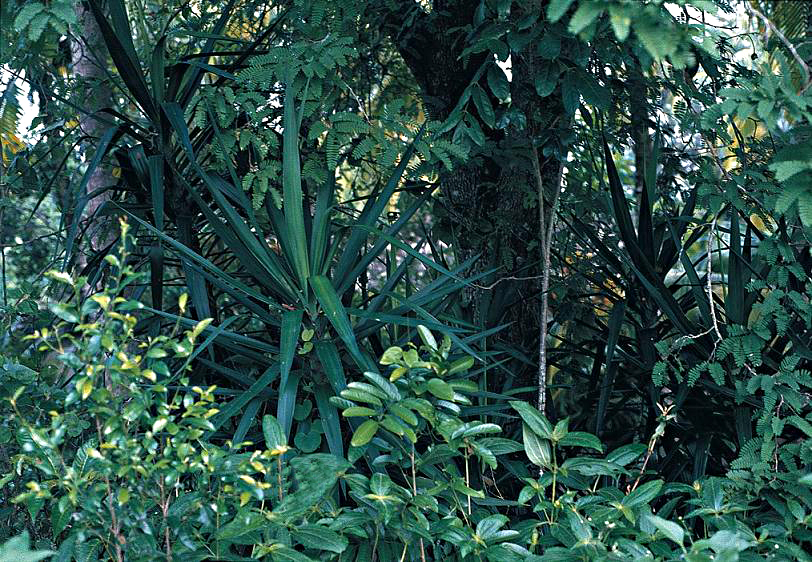
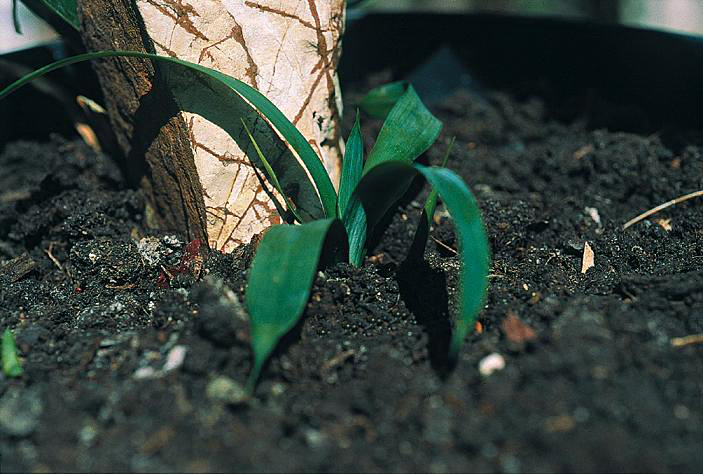